# Caminheiro-zumbidor
O caminheiro-zumbidor (nome científico: Anthus chii) é uma espécie de ave passeriforme da família dos motacilídeos (Motacillidae), endêmica do sul da América Central, no Panamá, e em boa parte da América do Sul. Foi descrita por Louis Jean Pierre Vieillot em 1818.

## Etimologia
O nome do gênero Anthus faz alusão ao pequeno pássaro homônimo que habitava pastagens, mencionado por Plínio, o Velho, que é hoje associado a alvéola-amarela-comum (Motacilla flava). Aristóteles fez menção a um pássaro homônimo (άνθος, ánthos) de cores brilhantes. Na mitologia grega, Anto, filho de Antínoo e Hipodâmia, foi morto pelos cavalos de seu pai e se metamorfoseou num pássaro que imitava o relincho dos cavalos, mas fugia ao vê-los. Por sua vez, o epíteto específico chii deriva da onomatopeia espanhola chii atribuída à espécie pelo naturalista Félix de Azara.

## Sistemática e taxonomia
O caminheiro-zumbidor originalmente foi designado como Anthus lutescens, mas em 2021 foram apresentadas evidências que corroboravam que o nome correto da espécie é A. chii, o que foi aprovado pelo Comitê de Classificação Sul-Americano (SACC). Possivelmente forma um clado com a petinha-das-pradarias (A. spragueii), o caminheiro-de-unha-curta (A. furcatus), o caminheiro-de-espora (A. correndera), o caminheiro-da-geórgia-do-sul (A. antarcticus), o caminheiro-de-barriga-acanelada (A. hellmayri), o caminheiro-do-páramo (A. bogotensis) e o caminheiro-peruano (A. peruvianus). Duas subespécies são reconhecidas:
- A. c. parvus - Ocorre no Panamá e nordeste da Colômbia através do noroeste do Brasil e pelas Guianas;
- A. c. chii - Ocorre do nordeste do Brasil até a Argentina e o leste da Bolívia.

O caminheiro-peruano da costa do Peru e norte do Chile era entendido como subespécie do caminheiro-zumbidor, mas estudos mais recentes comprovaram que divergia significativamente no canto e chamado. Depois, confirmou-se que o caminheiro-peruano não é particularmente próximo do caminheiro-zumbidor e que, na verdade, pertence a um grupo irmão de espécies de caminheiros sul-americanos que não inclui o caminheiro-zumbidor. Com base nessas evidências, o SACC aprovou a separação do caminheiro-peruano como espécie própria. Por sua vez, o caminheiro-dos-pampas (A. chacoensis) também era tido como subespécie do caminheiro-zumbidor, mas o estudo detalhado de mais espécimes e a identificação de diferenças nos voos de exibição, vocalizações e preferências de habitat comprovaram que são espécies diferentes.

## Descrição
O caminheiro-zumbidor não apresenta dimorfismo sexual. Mede entre dez e meio e quatorze centímetros de comprimento e pesa entre treze e dezoito gramas. É muito pequeno e delgado, com partes inferiores amareladas e cauda relativamente curta. Distingue-se de quase todos os outros caminheiros pelo tamanho pequeno e partes inferiores amareladas A subespécie A. c. parvus é pequena, com bordas de penas na parte superior mais canela-amareladas, mais amarelada e com estrias menos extensas na parte inferior. A subespécie nominal adulta tem anel ocular branco estreito, supercílio pálido muito indistinto. É marrom escuro em cima e suas penas têm bordas marrom-amareladas dando aparência listrada, salpicadas nas laterais do pescoço. As rémiges são marrom-escuras, com bordas marrom-amareladas, e as coberturas das asas têm pontas claras (duas barras alares claras). A cauda é marrom-escura, T5 branca, exceto pela borda interna escura da membrana interna. T6 tem membrana externa branca ou marrom-clara e membrana interna branca. Varia de bege a branco-amarelado em baixo, tem listras marrom-escuras no peito (formando uma faixa) e nos flancos superiores. Sua íris é marrom-escura, sua maxila é marrom-escura a enegrecida, com mandíbula rosa. As pernas são claras (amareladas ou branco-acinzentadas a marrom-claras).

## Distribuição e habitat
O caminheiro-zumbidor habita campos abertos, pastagens secas ou sazonalmente alagadas e áreas de pastoreio, a uma altitude máxima de 1 300 metros. De modo geral, é o único caminhoneiro na maioria de sua distribuição e é geralmente avistado no chão e ocasionalmente pousado em pequenos arbustos ou cercas. Tem ampla distribuição neotropical, ocorrendo na encosta do Pacífico no oeste do Panamá, nordeste da Colômbia, Venezuela (exceto norte e sul), Guianas (Guiana, Suriname e Guiana Francesa) e terras baixas do leste da Bolívia e Brasil, ao sul da Argentina (ao sul de La Pampa e sudeste de Buenos Aires) e Uruguai. Algumas fontes sugerem uma possível presença no Peru. No Brasil, em particular, ocorre nos estados do Acre, Alagoas, Amapá, Bahia, Ceará, Distrito Federal, Espírito Santo, Goiás, Maranhão, Mato Grosso, Mato Grosso do Sul, Minas Gerais, Paraná, Paraíba, Pará, Pernambuco, Piauí, Rio Grande do Norte, Rio Grande do Sul, Rio de Janeiro, Rondônia, Roraima, Santa Catarina, Sergipe, São Paulo e Tocantins, nos biomas da Amazônia, Caatinga, Cerrado, Mata Atlântica, Pampa e Pantanal.
Em termos hidrográficos, ocorre nas sub-bacias do Araguaia, do Contas, do Doce, do Foz Amazonas, do Grande, do Guaíba, do Gurupi, do Ibicuí, do Iguaçu, do Itapecuru, do Paraguaçu, do Jaguaribe, do Jequitinhonha, do litoral do Amapá, Alagoas, Pernambuco, Paraíba, Bahia, Espírito Santo, Ceará, Piauí, Rio de Janeiro, São Paulo, Rio Grande do Sul, Sergipe, Paraná e Santa Catarina, do Madeira, do Mearim, do Negro, do Paraguai 01 02 e Paraguai 03, do Paranapanema, do Paranaíba, do Paraná RH1, do Paraíba, do Paraíba do Sul, do Baixo e Médio Parnaíba, do Paru, do Piranhas, do Purus, Alto, Médio, Submédio e Baixo São Francisco, do Tapajós, do Tietê, do Alto e Baixo Tocantins, do Trombetas, do Alto e Médio Uruguai e do Xingu.

## Ecologia

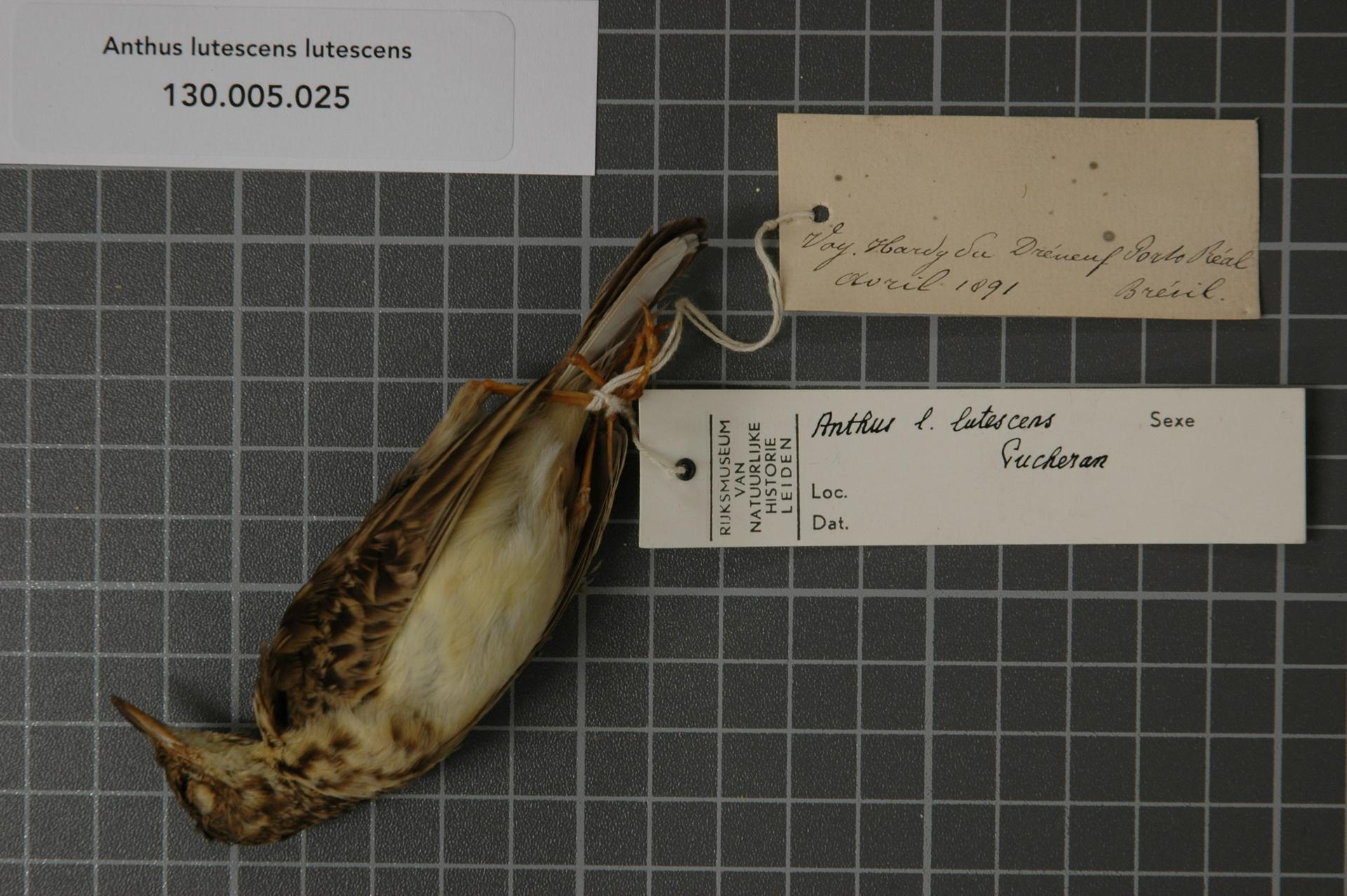
Espécime preservado no Museu de História Natural de Leida, nos Países Baixos

O caminheiro-zumbidor é presumivelmente residente. Apresenta comportamente territorialista, mas não é incomum vê-lo em grupos de 15 a 20 aves. Forrageia caminhando e correndo na grama baixa. Quando perturbado, costuma voar alto e se deslocar para longe. Alimenta-se de pequenos insetos e provavelmente sementes. Seu canto ventríloquo (com duração de 0,8 a 2,4 segundos), geralmente em voo, é uma série de notas tsit ou dee durante a subida, seguidas por um longo e arrastado dzeeeeeeeeeeeu ou dsssssssseeeeee durante a descida plana lenta ou ao voar em círculos, sendo comparado ao som de chiado de fogos de artifício sendo disparados.
O caminheiro-zumbidor é monogâmico. Em seu voo de exibição, o macho sobe de 10 a 20 metros no ar, raramente a 50 metros, e realiza uma série de subidas e descidas íngremes e, em seguida, plana lentamente em linha reta até o solo. A época de reprodução ocorre de janeiro a junho, mas localmente foi identificada em setembro no Panamá, de maio a junho e setembro a outubro na Venezuela, de julho a novembro (principalmente agosto e setembro) no estado de São Paulo, no Brasil. No estado do Rio Grande do Sul, no Brasil, foram observados filhotes ainda dependentes no final de novembro e um ninho com três ovos em meados de dezembro.

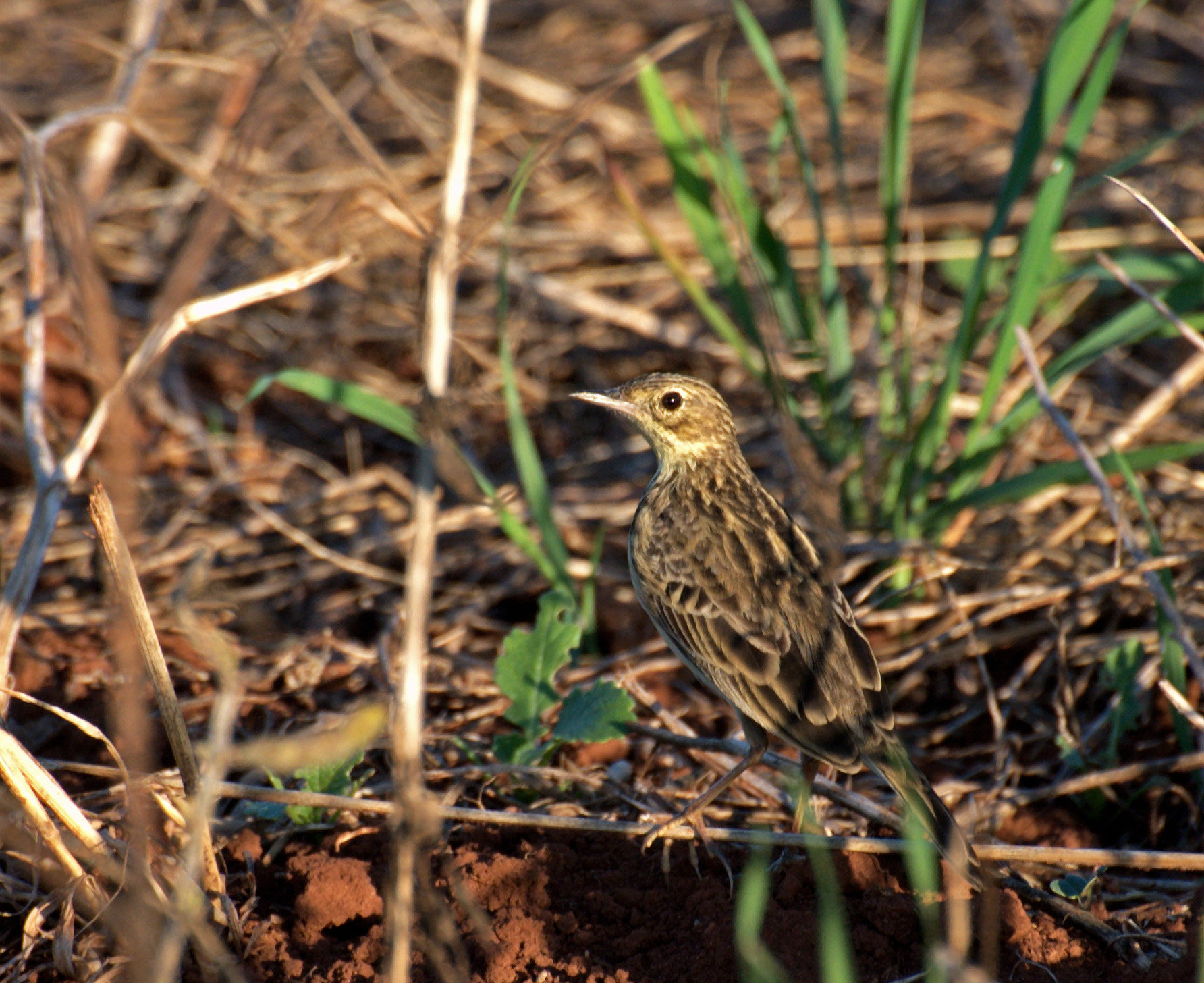
Indivíduo avistado na Fazenda Campo de Ouro, Piraju, em São Paulo

O caminheiro-zumbidor constrói seu ninho no chão, em capim baixo. A construção leva cerca de três dias e o ninho consiste numa forma de forno (71–104 milímetros de altura, 93–127,5 milímetros de largura e 104,5–157,3 milímetros de comprimento), às vezes com uma entrada tubular, construída de gramíneas secas e outra vegetação macia, forrada com folhas de grama mais finas e caules de grama. A espécie desova de dois a quatro ovos, colocados em dias consecutivos. Os ovos são branco-claros com manchas e borrões marrons que podem ser mais concentrados na extremidade maior ou distribuídos homogeneamente por toda a superfície. Eles têm 17,1–19,7 × 13,3–14,2 milímetros de tamanho e massa de 1,5–2 gramas (subespécie nominal), ou 17,3 × 14 milímetros (subespécie A. c. parvus). Num estudo em São Paulo, a incubação durou de 13 a 14 dias, começando no terceiro dia após a postura do primeiro ovo. Os filhotes tinham pele amarelada e eram cobertos com penugem cinza ao eclodir. O período de emplumação dura de 13 a 17 dias. Estima-se que o sucesso geral da nidificação foi de 87% (subespécie nominal).

## Estado de conservação

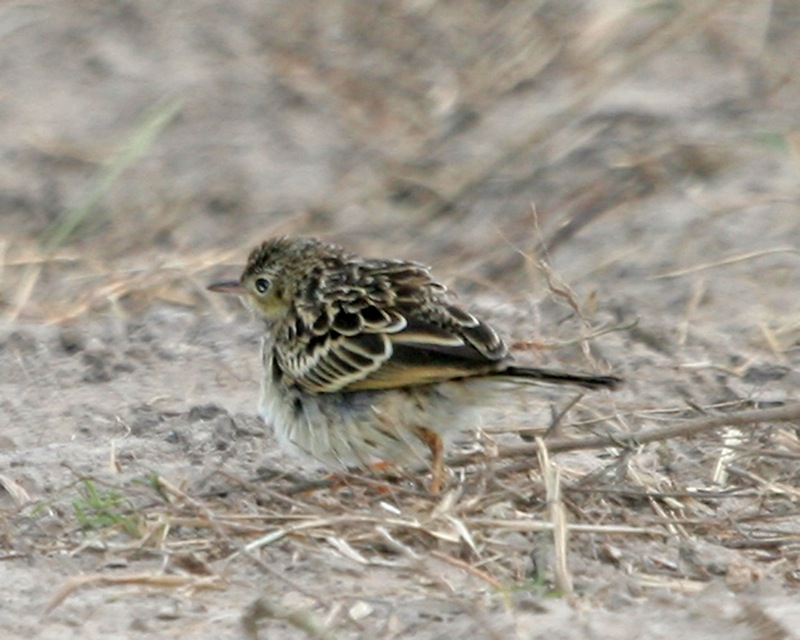
Juvenil avistado em Entre Rios, na Argentina

Estima-se que haja de cinco a 50 milhões de indivíduos maduros, cuja população aparenta estar estável. A União Internacional para a Conservação da Natureza (UICN) classifica o caminheiro-zumbidor como pouco preocupante (LC), pois ocorre numa distribuição extremamente grande e não se aproxima dos limiares para Vulnerável sob o critério de tamanho de distribuição (segundo a IUCN, extensão de ocorrência < 20 mil quilômetros quadrados combinada com um tamanho de distribuição decrescente ou flutuante, extensão/qualidade do habitat ou tamanho populacional e um pequeno número de locais ou fragmentação severa). Sabe-se que suas populações estão em tendência decrescente, mas o declínio não é suficientemente rápido para se aproximar dos limiares para vulnerável (> 30% de declínio ao longo de dez anos ou três gerações) e sua população é muito grande, o que igualmente descaracteriza a classificação como vulnerável (< 10 mil indivíduos maduros com um declínio contínuo estimado em > 10% em dez anos ou três gerações, ou com uma estrutura populacional especificada). Em 2009, foi classificado como pouco preocupante no Livro Vermelho da Fauna Ameaçada de Extinção no Estado de São Paulo e em 2018 como pouco preocupante no Livro Vermelho da Fauna Brasileira Ameaçada de Extinção do Instituto Chico Mendes de Conservação da Biodiversidade (ICMBio). Em 2021, foi mencionado na Lista de Aves do Ceará.

### Áreas de conservação
Em sua área de distribuição, no Brasil, ocorre em várias áreas de conservação:
Área de Proteção Ambiental (APA)
- Cairuçu
- Carste da Lagoa Santa
- Chapada do Araripe
- Delta do Parnaíba
- Morro da Pedreira
- Ilhas e Várzeas do Rio Paraná
- Petrópolis
- Serra da Ibiapaba
- Serra da Mantiqueira
- Corumbataí-Botucatu-Tejupá
- Serra dos Pretos Forros
- Ibitinga
- Ilha Comprida
- Jundiaí
- Piracicaba/Juqueri-Mirim - Área I
- Piracicaba/Juqueri-Mirim - Área II
- Rio Batalha
- Sapucaí Mirim
- Serra do Mar
- Sistema Cantareira
- Tietê
- Aldeia-Beberibe
- Bonfim/Guaraíra
- Costa de Itacaré/Serra Grande
- Bacia do Rio Macacu
- Bacia Hidrográfica do Rio Machado
- Baixada Maranhense
- Chapada dos Guimarães
- Foz do Rio das Preguiças
- Reentrâncias Maranhenses
- Murici
- Upaon-Açu-Miritiba-Alto Preguiças
- Arquipélago do Marajó
- Banhado Grande
- Rio Guandu
- Rio Pacoti
- Morros Garapenses
- Dunas e Veredas do Baixo-Médio São Francisco
- Escarpa Devoniana
- Fernão Dias
- Ilha do Bananal/Cantão
- Lago de Sobradinho
- Ponta da Baleia/Abrolhos
- Pouso Alto
- Serra São José

Estação Ecológica (ESEC)
- Carijós
- Aiuaba
- Maracá
- Murici
- Taiamã
- Taim
- Mico-Leão-Preto
- Seridó

Floresta Nacional (FLONA)
- Ipanema
- Araripe-Apodi
- Pacotuba

Parque Nacional (PARNA)
- Aparados da Serra
- Araguaia
- Araucárias
- Chapada dos Veadeiros
- Lagoa do Peixe
- Emas
- Serra da Bocaina
- Serra da Canastra
- Serra do Cipó
- Serra Geral
- Boa Nova
- Brasília
- Ilha Grande
- Sete Cidades
- Caparaó
- Descobrimento
- Lençóis Maranhenses
- Monte Roraima

Reserva Biológica (Rebio)
- Comboios
- Poço das Antas
- Córrego Grande
- Lago Piratuba
- Mato Grande

Reserva Extrativista (Revix)
- Batoque
- Cururupu
- Marinha Mocapajuba
- Marinha Pirajubaé
- Marinha Soure

Parque Estadual (PE)
- Cantareira
- Ilha do Cardoso
- Serra do Tabuleiro
- Cantão
- Serra Ricardo Franco

Reserva Particular do Patrimônio Natural (RPPN)
- Boa Nova
- Salto Apepique
- Aldeia Ekinox
- Araçari
- Arara Azul
- Bio Estação Águas Cristalinas
- Brejo Novo
- Cachoeira Boa Vista
- Cachoeira do Cerradão
- Caetezal
- Cec/tinguá
- Ceflusmme
- Chácara Mangueiras
- Chakra Grisu
- El Nagual
- Estância Santa Inês
- Fazenda Alto da Boa Vista
- Fazenda América
- Fazenda Araucária
- Fazenda Arco-Íris
- Fazenda Barra do Sana
- Fazenda Bela Aurora
- Fazenda Boa Esperança
- Fazenda Boa Ventura
- Fazenda Bom Jardim
- Fazenda Caetano
- Fazenda da Serra
- Fazenda Estância Dorochê
- Fazenda Limeira
- Fazenda Macedônia
- Fazenda Mata Funda
- Fazenda Palmeiras
- Fazenda Palmira
- Fazenda Palmital
- Fazenda Panema
- Fazenda Primavera
- Fazenda San Michele
- Fazenda Santa Clara
- Fazenda São Geraldo
- Fazenda Sayonara
- Fazenda Serrinha
- Fazenda Suspiro
- Fazendinha
- Floresta Negra
- Gleba o Saquinho de Itapirapuá
- Granja São Roque - Reserva do Paredão
- Jubran
- Lagoa do Peixe
- Linda Serra dos Topázios
- Lote Cristalino
- Mato Grosso
- Morro das Aranhas
- Morro do Curussu Mirim
- Nadir Júnior
- Parque Ecológico Artex
- Prima Luna
- Racho 55-I
- Rancho Mira-Serra
- Reserva Ambiental de Educação e Pesquisa Banana Menina
- Reserva do Caraguatá II
- Reserva do Patrimônio Natural do Guaxinim
- Reserva Ecológica Amadeu Botelho
- Reserva Ecológica da Mata Fria
- Professor Delmar Harry dos Reis
- Reserva Rizzieri
- Sítio Curucutu
- Sítio do Bananal
- Sítio do Jacu
- Sitio Palmital
- Sítio Raio Solar
- Sítio São Domingos/Agartha
- Usina Mauricio
- Voturuna II
- Comboios
- Inawebohona
- Raposa Serra do Sol
- Estação Veracel

Outros
- Monumento Natural do Rio São Francisco (MN Rio São Francisco)
- Refúgio Estadual de Vida Silvestre Libélulas da Serra de São José (REVIS Libélulas da Serra de São José)
- Reserva de Desenvolvimento Sustentável Estadual Ponta do Tubarão (RDS Ponta do Tubarão)
- Terra Indígena São Marcos (TI São Marcos)